# コントが始まる
『コントが始まる』（コントがはじまる）は、2021年4月17日から6月19日まで日本テレビ系「土曜ドラマ」枠にて放送されたテレビドラマ。主演は菅田将暉。金子茂樹のオリジナル脚本による5人の若者の生き方を描いた群像劇。
毎回ドラマの冒頭で菅田、神木隆之介、仲野太賀の3人が劇中で演じるお笑いトリオ「マクベス」がドラマの伏線となるショートコントを演じ、本編でその伏線が回収される構成となっている。

## あらすじ
1年半前に有名食品メーカーを退職した中浜里穂子は、スナック「アイビス」で働く妹の中浜つむぎと同居しながら、ファミレス「メイクシラーズ」でアルバイトをしている。そのバイト先で里穂子は週に一度ネタ合わせのため来店する売れないお笑いトリオ「マクベス」の3人に興味を持ち、ネットでネタを見たり彼らの事を調べるうちに、いつしか彼らの存在が人生の支えになっていた。
1年後、マクベスの単独ライブに初めて足を運んだ里穂子は、ライブ終了後にマクベスの解散発表を耳にし大きなショックを受ける。
一方、そんなマクベスの3人は自分たちの将来について苦悩していた。
高校の文化祭でコントを演じた高岩春斗と美濃輪潤平は周囲の反応を伺っていたが、その日の学校中の話題をぷよぷよ日本一に輝いた朝吹瞬太にさらわれてしまう。誰からも相手にされなかった春斗たちであったが大学の落研にいたお笑い通の担任・真壁権助からはコントを賞賛され、春斗はそれを契機に進路をお笑い芸人と決め、潤平を相方に誘いお笑いコンビ「マクベス」を結成、5年後には瞬太も合流してトリオ編成となった。
しかし現実は厳しく、お笑い番組のオーディションに一度も合格することなくアルバイトの日々が続いていた。3人には「デビューから10年経ってもブレイクしなければ解散」という約束があり、10年目が近づいたある日、潤平は実家の「美濃輪酒店」を継ぐ事を意識し始め、高校卒業時から付き合っている彼女・岸倉奈津美から結婚したい素振りを見せられていると告白。瞬太からもバイト先の焼き鳥屋「ボギーパット」の店長・安藤友郎から正社員昇格の話を持ち掛けられていると告げられ、ネタ作り担当の春斗は自責の念に駆られる。
瞬太の提案で、「次のネタ見せオーディションに不合格なら解散」と決めオーディションに挑むも無残にも玉砕。翌日の単独ライブでマクベスは来月の単独ライブをもって解散すると数少ないファンたちに発表する。
ライブ終了後、いつもファミレスで接客してくれる里穂子を客席に見つけた春斗は、帰路につく彼女に声をかけ、この事をきっかけにマクベスの3人と中浜姉妹との交流が始まる。

## キャスト

### 主要人物

#### マクベス
高校の同級生で結成したコントトリオ。子供や女性に人気が高く、月一の単独ライブを開催したとき客席には満席が目立つ。
高岩春斗（たかいわ はると）〈28〉
演 - 菅田将暉
「マクベス」のメンバー。ネタ作り担当。ツッコミ担当。解体現場でアルバイトをしている。
高校2年の文化祭で演劇の脚本を書き賞を取り、翌年の文化祭に潤平とのぞんだコントの舞台で手応えを感じ、進学せずコント芸人を目指すようになる。
10年が経ち、芸人として日の目を見ないまま、自分が芸人の道に誘った事で潤平や瞬太の人生を壊してしまったのではないかと悩むが、彼の責任感の強さや洞察力から生まれるネタで、里穂子や兄の俊春などが救われている面もある。
「マクベス」の解散が決まり仲間が次々と第二の人生の準備を始める中、これまでマクベス以外の世界を知らず他に何も取り柄がないことで、1人だけ他の生き方を見つけられずにいる。
「マクベス」解散後は水道修理（水のトラブル）の仕事に就く。
朝吹瞬太（あさぶき しゅんた）〈28〉
演 - 神木隆之介 （幼少期：山田暖絆）
「マクベス」のメンバー。ボケ担当。焼き鳥店「ボギーパット」でアルバイトをしている。趣味はスナック通い。主食はポップコーン。
少年時代からゲームに熱中し、高校在学中にぷよぷよの全国大会で優勝し卒業後はプロゲーマーとして活動していたが、5年前に「マクベス」に合流する。
ゲームの優勝賞金で高校時代に中古のシトロエンを一括で購入し、その後、その車がマクベスの移動手段となる。
父を若くして亡くし母とも折り合いが悪かった事で孤独を感じており、自分も父のように長く生きられないのではないかという漠然とした不安から高校の頃から自殺を考えることもあったが、春斗の何気ない一言に救われ、それ以来春斗には絶大な信頼を置き彼にずっとついて行こうと決める。また行きつけのスナックで知り合ったつむぎと意気投合し、彼女には弱い部分を見せるようになる。
「やることなすこと全て肯定する」母・友利子を尊重し、高校卒業後1人暮らしを始めて以降、彼女が好む金髪にしてポップコーンばかり食べるなど反発し、顔を合わせることも楽しみにしていた。病院から母が危篤と連絡が入るが会うことを拒否したため、春斗たちから説得されるが、それでも拒否してマンションを飛び出し、春斗たちとケンカして居場所がないとつむぎを呼び出し助けを求めた際、彼女から諭され病院に向かう。病院で意識のない母に対し「やり直すための許す時間をもう少しくれ」と訴えるが、母の最期を看取ることになる。
「マクベス」解散が決まり、つむぎと過ごす時間が増える中で彼女との仲が深まるが、彼女の部屋探しを手伝う過程で衝突してしまう。その後、アイビスのママからつむぎの恋心を聞き、以前彼女が「自分には誰もサプライズをしてくれない」とこぼしていたことから、サプライズで彼女にキスをして自分の愛情を伝えた。
マクベス解散後は、大冒険に出るとつむぎを日本に残し、海外に渡航する。
美濃輪潤平（みのわ じゅんぺい）〈28〉
演 - 仲野太賀
「マクベス」のメンバー。ボケ担当。雀荘「赤まむし」でアルバイトをしている。普段から冗談の多いムードメーカー。汗をかくと足が臭くなる体質。
高校時代、「周囲を笑わせたいから」と春斗を文化祭でコントに誘うが、実は憧れの奈津美の気を引くのが目的だった。7月23日を「奈津美の日」と決め、「723（なつみ）」の車のナンバープレートの写真を72枚プレゼントしたことで彼女のハートを射止め付き合う事に成功する。
10年経過した現在では奈津美との結婚を意識しているが、大手企業で働く奈津美と売れない芸人である自分の格差に悩む。「マクベス」解散が決まり自分の武器がなくなることや、彼女の誕生日を祝う計画をすっぽかされた事で一時は別れも覚悟するも、春斗達の計らいで自分が奈津美に仕掛けようとして失敗したサプライズ企画を逆に奈津美がやってくれたことから彼女の愛情を再確認する。
「マクベス」解散後は実家の「美濃輪酒店」を継ぐつもりでいたが、義兄の光洋が脱サラして酒屋を継ぐ話が進んでいることを母・朱美から聞かされ、急に慌て出し、解散が決定してからは実家に戻り本格的に酒屋の修行を始める。これまで好きなことをやってきて家業を顧みなかった考えの甘さを父・龍造から叱責されるが、頭を下げて得意先を開拓するなど徐々に社会人として成長を見せたことで、姉・弓子からは売れなかった「マクベス」での経験が生きていると褒められる。
奈津美との交際を切っ掛けに勇馬と距離を置くようになった自分に春斗が同調し、それまで仲が良かった勇馬と春斗が不仲になってしまったことに長年責任を感じており、春斗に内緒で勇馬を「ボギーパット」に招き自身が勇馬と歩み寄り、その様子を後から来店した春斗に見せることで勇馬と春斗が打ち解けやすい雰囲気に持ち込み、長年の彼らのわだかまりを解くことに成功する。
「マクベス」解散後は、実家の「美濃輪酒店」を継いでいる。

#### 中浜姉妹
中浜里穂子（なかはま りほこ）〈28〉
演 - 有村架純 （10歳時：内田杏）
ファミレス「メイクシラーズ」でアルバイトしている。「マクベス」の熱狂的なファン。生年月日は1993年4月10日。
一年半前まで有名食品メーカー勤務であったが、真面目すぎる性格ゆえに自分に何の責任もないクレームに対応していた所、いつの間にか同僚たちから裏切られ、そのトラブルの原因を全部自分のせいされ、クレームも責任を一人で背負わされる状況に追い込まれ、その重圧に耐えられずに社内で完全に孤立したことからトラブルが一段落したタイミングで退職してしまう。アパートで廃人のようになっていたところを妹のつむぎに助け出され、つむぎの献身的な世話によりファミレス「メイクシラーズ」でバイトをするまでに回復し、「マクベス」の3人と出会う。
「マクベス」を応援することが人生の支えとなっており、飼っている熱帯魚にメンバーの名前をつけたり、ネットに上がっているメンバーの過去のインタビュー記事をほとんど読み漁り、メンバー間でも知らないような事も熟知するようになっている。
実は前の会社を退社した当日、泥酔して深夜の公園で寝ていたところ心配して声をかけてきた春斗に酔って絡んでいたが、春斗に指摘されるまでその事を覚えていなかった。
その後また深酒で春斗に絡んでしまうが、その際にマクベス解散後の彼の不安な本心を聞いてしまい、春斗の書いた温かいコントに人生を救われてきた彼女は、今度は自分が彼の力になりたいと考えるようになる。また、つむぎが同居を解消して独立しようとしている事から、自身も過去の傷から立ち直ろうと就職活動を始め、奈津美の知り合いの転職エージェントに紹介してもらった会社に就職が決まる。
中浜つむぎ（なかはま つむぎ）〈25〉
演 - 古川琴音（7歳時：尾杉麻友）
里穂子の妹。生年月日は1995年9月19日。同居して不安定な姉の面倒を見ながら、スナック「アイビス」で働いている。
中高6年間野球部のマネージャーを務め、「伝説のマネージャー」とまで称賛されていたが、部活を引退すると目標を失って無気力になり、大学にも行かず職を転々とし、スナックの従業員に落ち着く。
子供の頃から弱っていたり傷ついている人を放っておけない性格で、自分を後回しにしても他人を助けることを優先するため、里穂子からはもっと自分を大事にしてほしいと心配されている。しかし、つむぎ自身は他人から感謝される事で自己肯定感を得ている自分を空っぽと感じ、何かに熱中している人たちを羨ましいと思っている。
アイビスの常連客・瞬太と仲良くなり、「瞬ちゃん」と呼んでいるが、あくまで兄のような存在で恋愛関係にはならないと断言する。しかし、瞬太から彼の母親の件で助けを求められたり彼の事を知るにつれ、内心では瞬太を好きになり、瞬太からキスをされたことで彼と付き合う事になる。
里穂子が精神的に立ち直りつつあることから、このまま面倒を見続けるのは姉のためにならないと姉のアパートから引っ越す事を決めるが、姉の世話を焼くことが誰かの役に立ちたいという自身のモチベーションにもなっていた。
以前から「野球部のマネージャーみたいな仕事」がないかと探しており、里穂子から「シンプルにマネージャーの仕事を探せば」と言われていたことから、楠木がアイビスに来店した際、パソリブレでマネージャーの仕事をやりたいと就職の相談をする。その際、高校時代、甲子園に行くために選手のためにいいと思ったことは迷惑がられても言い続けてきたことからやり遂げる自信があるという心構えを語って採用される。

### メイクシラーズ
里穂子が働いているファミレス。
恩田光代（おんだ みつよ）
演 - 明日海りお
店長。プロ雀士を目指し、潤平がバイトする雀荘「赤まむし」に週5で通っている。
サバサバした姉御肌で従業員たちに目を配り、当初は訳ありの里穂子を心配していたが、現在の真面目な働きぶりを見て、正社員試験を受けることを勧める。
波乱万丈の人生を送ってきたらしく、里穂子は彼女が酒席で話すカルロスが登場する昔話に夢中になるが、話を最後まで聞き切る前に里穂子が酔いつぶれてしまう程の酒豪。
プロ雀士の試験には筆記がダメで不合格となっている。
坂斉凜奈（さかざい りな）
演 - 米倉れいあ（821）
アルバイトの高校生。
当初は光代が話すカルロスが登場する彼女の昔話に興味を示していたが、里穂子がバイトを間もなく辞める頃には興味を完全に失い、話のピークに関心を示さなくなり食事に夢中となっている。
小食ながらフードファイターになることに強い憧れを抱いていたが、マクベスの解散ライブを鑑賞し、コント芸人に興味を示すようになる。

### アイビス
つむぎが働いているスナック。
下條良枝（しもじょう よしえ）
演 - 松田ゆう姫
スナックのママ。人生経験が豊富で、男が別れを切り出すときとバイトがスナックを辞めようとしていることは直ぐに判ると言い、つむぎが近々バイトを辞めそうな雰囲気を察し、辞めるときは前もって言うように釘を刺す。
つむぎが瞬太に気があることに気付いてあげないことに業を煮やし、瞬太は超鈍感だと注意する。
瞬太のことを気に入っており、彼の母・友利子の葬儀で「責任持って面倒見ます」と個人的に友利子に誓いを立てている。
村主うらら（すぐり うらら）
演 - 小野莉奈
村主重工のお嬢様。「～ですわ」、「おーっほっほっほ」が口癖。実は春斗に将来お嫁さんになる一方、里穂子とは犬猿の仲である。高校卒業後はスナックの従業員として働いてる。ミュージシャン志望で路上でギターの弾き語りをしている。

### 赤まむし
潤平がアルバイトをしている雀荘。
國谷
演 - 橋野純平（第2話 - 最終話）
「赤まむし」の店長。雀荘が入居するビルが取り壊しとなるため、別のビルに移転する。
穴井
演 - 鹿野裕介（第1話 - 第5話・第7話 - 最終話）
雀荘の常連客。本業は不動産業者。春斗たちが入居するマンションの隣室を里穂子が内見したり、うららとつむぎが部屋を探す際に案内する。國谷の雀荘「赤まむし」が新しく入居するためのビルを紹介する。

### 春斗の家族
高岩邦広（たかいわ くにひろ）
演 - 菅原大吉（第3話・第6話・最終話）
春斗の父。優秀な兄・俊春がいたことから弟・春斗が芸人をすることを容認しているところがあったが、俊春がひきこもりとなり、約束していた10年の猶予が近づいたことから春斗が芸人を続けようとすることに否定的な考えになる。
高岩由加里（たかいわ ゆかり）
演 - 市毛良枝（第3話・第6話・第8話・最終話）
春斗の母。引きこもりとなった息子・俊春の身を案じるが、兄が引きこもり、春斗が売れない芸人を続けることで世間体を気にしている。
高岩俊春（たかいわ としはる）
演 - 毎熊克哉（幼少期：徳山凜響）（第3話・第9話・最終話）
春斗の兄。学生時代は学業も運動もトップクラスで外資系の証券会社に就職し、結婚して子宝にも恵まれ20代のうちに家を建てるなどエリート人生を送っていた。春斗の良き理解者で、自分の結婚披露宴に売れていない「マクベス」を余興に呼ぶなど活動を応援していた。
しかし、2年前に「興神水」という宗教染みた飲料水のマルチ商法にはまり、妻と離婚。会社もクビになり、学生時代からの親友まで一人残らず失い、実家の自室からほとんど出なくなってしまう。
引きこもり中も春斗の事を気にかけ、「マクベス」の解散を知った際は自分のせいだと動揺し、ネットで「マクベス」のコント「奇跡の水」で描かれたどんどんダメになっていく兄を立ち直らせることを諦めない弟の必死な姿を視聴し思う所があったことから、春斗からの呼びかけやスマホに残された着信をきっかけに部屋の外に出る決意をする。その際、電話で「マクベス」を解散しないよう春斗に促し、「親を黙らせるのが長男の務めだ」と弟を守るために自らも再起する事を告げる。
後日、宅配便の仕分け作業のバイトを始めたことが春斗が実家に帰った際に両親から語られ、さらに後日、社員寮のある印刷会社に就職し家を出たことを母・由加里が春斗に電話で伝えている。
再就職後は完全に立ち直り、「マクベス」の解散ライブに差し入れを持って現れる。

### 潤平の家族
美濃輪朱美（みのわ あけみ）
演 - 梅沢昌代（第3話・第8話・最終話）
潤平の母。潤平の姉・弓子の夫・光洋が脱サラし実家の「美濃輪酒店」の跡取りとなる話が進んでいることに潤平が文句を言ったことから、纏まりかけた話に口出しするなと言い争いになる。
美濃輪弓子（みのわ ゆみこ）
演 - 木村文乃（第6話・第8話）
潤平の姉。潤平に奈津美と結婚するために酒屋を継ごうと思ってるのではないかと問い詰める。一方、夫の光洋が脱サラして自分や自分の実家に気を使って酒屋を継ぐと言ってくれたものの、本当はやりたいことがあるはずだと看破している。
美濃輪龍造（みのわ りゅうぞう）
演 - 金田明夫（第7話・第8話）
潤平の父。腰を痛めて入院していたが退院し、潤平に酒屋の跡継ぎを結婚のための道具にされるのはたまったものではないと急に家業を手伝いだしたことを非難し、跡を継ぐとか継がない以前に本気の姿を見せてみろと苦言を呈する。

### 瞬太の家族
朝吹友利子（あさぶき ゆりこ）
演 - 西田尚美（第4話）
瞬太の母。夫を早くに亡くしシングルマザーとして瞬太を育てるが、瞬太とは折り合いが悪く｢やることなすこと全て肯定する｣と接近される。
瞬太がプロゲーマーになることを賛成したため、彼が高校卒業後に1人暮らしを始めて以降、親密な関係を築いている。
2年前に瞬太に会うため突然マンションを訪れるがその際も会うことを拒否され、仕方なく春斗と潤平と昼食に出かけ瞬太に会わせてほしいと告げたので春斗たちはお笑いライブに来ることを勧めるが、結局来場することはなく、最後に瞬太と会ったのは自身の臨終の時となった。

### その他
真壁権助
演 - 鈴木浩介（第1話 - 第4話・第6話・第9話・最終話）
「マクベス」3人の緑東高校時代の担任。大学時代に落研の副部長を務めており、春斗たちが文化祭で演じたコントを賞賛したことで春斗がお笑い芸人を志す契機を与える。「マクベス」の3人とは卒業後も交流が続いている。
大学卒業後すぐに教員になったわけでなく、夢を追いかけていた時期があったことから、潤平たちから「マクベス」を解散すべきか意見を乞われたところ「遮二無二やれよ」と励ますことはなく、18からの10年と28からの10年では別次元の苦しみが待ち構えているので解散したほうが良いと私見を述べる。
安藤友郎
演 - 伊武雅刀（第2話 - 第4話・第8話 - 最終話）
瞬太がアルバイトをしている「ボギーパット」の店長。瞬太の人生を預かるつもりでアルバイトに雇うなど、「マクベス」の3人を暖かく見守っている。昔「ボギー安藤」というリングネームのボクサーだった。「ボギーパット」という店名に反し、ゴルフが嫌い。
岸倉奈津美（きしくら なつみ）
演 - 芳根京子（第2話 - 最終話）
潤平の高校時代からの彼女。大手製薬会社の広報部に勤務する。「マクベス」の名付け親。
高校時代は小林勇馬と付き合っていたが、勇馬と不仲になった時に潤平から何度もアタックされ、彼と付き合い出す。明るいしっかり者で「マクベス」の活動を応援し、潤平を励ます。しかしその一方で会社の同僚に売れない芸人と交際していることを公にできない葛藤がある。
潤平が準備していた自分の誕生日祝いを仕事の都合ですっぽかすが、後日会社まで訪ねてきた春斗から潤平の10年変わらぬ思いを聞き、彼からサプライズパーティーの計画書を渡されたことで腹を決め、浴槽に隠れて潤平のためにサプライズを仕掛け、自分からも変わらぬ愛情を伝えた。
楠木実籾（くすのき みもみ）
演 - 中村倫也（第2話・第4話・第5話・第8話・最終話）
「マクベス」が所属する芸能事務所「パソリブレ」の担当マネージャー。「マクベス」の可能性を信じ、解散を撤回させようとする。
5年前に瞬太が加入しトリオ編成となったばかりの頃のマクベスと「ボギーパット」で出会い、事務所に所属せずフリーで活動していた彼らからマネージャーになって欲しいと相談され、パソリブレに所属させ、「マクベス」のマネージャーとなる。当時は会社から命じられたアーティストしか担当できず仕事を楽しめる状況とは程遠かったが、コントの構成やネタの選定、今後の活動方針に至るまで3人と徹底的に話し合い、「4人目のマクベス」になったつもりで彼らのマネージャーを必死に務め、事務所の社長やライブハウスと粘り強く交渉し、単独ライブを実現させ、充実感を得る。その後もマクベスの売り込みに地道な活動を続けたが結果が出なかったことから、年を追うごとに3人との距離が徐々に広がってしまい、ネタ合わせに呼ばれなくなるが、「マクベス」が解散を決めたことを契機に再び彼らがネタ合わせをするメイクシラーズを訪れ、自分なりに考えた解散ライブのネタ順の資料を彼らに手渡したことで「マクベス」の頑張りを見ていてくれたことが伝わり、わだかまりが解ける。
元々は歌手志望でパソリブレを訪れたが、事務所の社長から「歌手としては厳しいがマネージャーに向いてる」と言われたことでマネージャーの仕事を始めている。
小林勇馬（こばやし ゆうま）
演 - 浅香航大（第2話・5話・第9話）
「マクベス」3人の高校の同級生。バスケ部のエースで学業も優秀だった。現在は「エレファントステップ」社長。
奈津美の高校時代の元カレで、潤平や奈津美はまだそのことを気にしており、勇馬から結婚式の招待状がきても「マクベス」3人と彼女は行かなかった。
自身は既にわだかまりはなく、「マクベス」に自社の展示会のPRイベントの司会を依頼する。その際、高校時代から夢を追っている「マクベス」を羨ましく感じ当初は失敗すればいいと思っていたが、大学時代にやりたいことが見つかってからは「マクベス」の活動が励みになっていて、何か一緒にやりたかったと春斗に打ち明ける。しかし、自分たちに同情して仕事を与えていると屈辱に感じた春斗は仕事を断ってしまう。

### ゲスト

#### 第1話
お笑い番組のディレクター
演 - 伊嵜充規（第8話）
「マクベス」がオーディションを受けた深夜番組「爆笑ネタ見せ王」のディレクター。解散をかけたマクベスのネタを酷評する。
お笑い番組の放送作家、プロデューサー
演 - 内藤聖羽、和田亮太（第8話）
「爆笑ネタ見せ王」の放送作家とプロデューサー。
ラーメン店の店員
演 - 中松俊哉
「マクベス」の3人がオーディション落選後、18時間かけて食べに行った福岡の「博多ラーメン峰ちゃん」の店員。

#### 第2話
倉本（くらもと）
演 - 奥秋達也
潤平が文化祭でコントをやろうと最初に誘った相手。潤平の誘いを断る。

#### 第3話
真壁太一（まかべ たいち）
演 - 伊藤駿太（第9話・最終話）
権助の息子。「マクベス」のコントのファン。しかし、解散する「マクベス」の様子を大変そうだと感じ取っており、「夢って追い掛けないほうがいいの?」と自宅で開いたBBQパーティーに招いた春斗と瞬太に質問する。
俊春の元妻
演 - 樋口柚子
春斗の兄・俊春の元妻。俊春と結婚し子供を儲けるが、マルチ商法にはまった彼と離婚する。

#### 第5話
岡部誠吾（おかべ せいご）
演 - 三浦獠太（最終話）
春斗と潤平の緑東高校時代のサッカー部の後輩で、2人を尊敬している。潤平が働く雀荘「赤まむし」に会社の上司たちを引き連れて現れる。「マクベス」の解散ライブにはサッカー部の旧友と共に駆けつけている。
先輩A、先輩B
演 - 永岡卓也、坂本慶介
岡部が「赤まむし」に連れて来た会社の先輩たち。潤平が芸人と聞き一発ギャグを強要するが潤平が面白く返すことが出来なかったことから、「あれじゃ売れないわ」と本人を前に悪口を言う。
マッカラン千葉、マッカラン梅木
演 - 鈴之助（第7話）、森田甘路
「マクベス」の元先輩芸人。瞬太の初めての地方営業でマクベスと楽屋が一緒になり、解散話で揉めていた様子を目撃し、あんな風にはなりたくないと「マクベス」の3人で話していたが、自分たちが同じ境遇となったことで彼らのことを思い出す。3年前に解散し、解散を回避しようとしていた千葉は現在中古自動車販売店「ヒビスカガレージ」に勤務しており、瞬太は愛車のシトロエンを彼が務める中古自動車販売店に売却する。
双子の婦人客
演 - ふくまつみ、松本海希（最終話）
メイクシラーズに来店していた2人組の婦人客。店内に飾ってあった8種類の花の名前を高校時代に華道部主将で花に詳しかった里穂子が全て答えると、感動して帰り際に 「ステキな時間を過ごせました」「ありがとう」と深々と頭を下げ退店していった。最終話でボギーパットの店長・安藤の双子の妹たちであったことが判明する。

#### 第7話
安住（あずみ）
演 - 阿部亮平（第9話）
春斗のバイト先の解体業の社長。「マクベス」解散が決定し、就職先を探している春斗に社員を募集しないか尋ねられるが、社員を雇うだけの体力がないと告げる。
浦添修作（うらぞえ しゅうさく）
演 - 石橋遼大（四千頭身）
転職エージェント。奈津美の知人で彼女からの紹介で再就職を考える里穂子と面談し、転職先を紹介する。

#### 第8話
役名不明
演 - 加賀谷圭

#### 第9話
ポンペイ店主
演 - 名倉右喬
「マクベス」の3人が高校時代足繁く通った中華料理店「ポンペイ」の店主。里穂子のリクエストで中浜姉妹の就職祝いの会食が開かれる。
岸倉睦実（きしくら むつみ）
演 - でんでん
奈津美の父。酒を飲み自宅で初対面した潤平をあからさまに威嚇する態度をとるが、潤平が奈津美と誠実な付き合いをしている姿勢を感じ取り、彼が手土産に持参した日本酒を一緒に飲もうと勧める。
潤平と同じく「723」のナンバープレートに拘りを持ち、自宅の2台の車と原付バイクのナンバーはいずれも「723」であった。
真壁夫人
演 - 太田美恵
権助の妻。自宅の庭で開いたBBQパーティーに招いた春斗と瞬太をもてなす。

#### 最終話
カルロス
演 - Taheri Farshid
「マクベス」解散から3か月後、海外に渡航した瞬太が船上で出会った日本語を話せる外国人。

## スタッフ
- 脚本 - 金子茂樹
- 音楽 - 松本晃彦
- チーフプロデューサー - 池田健司
- プロデューサー - 福井雄太、松山雅則（トータルメディアコミュニケーション）
- 演出 - 猪股隆一、金井紘（storyboard）、瀬野尾一（トータルメディアコミュニケーション）
- 主題歌 - あいみょん「愛を知るまでは」(unBORDE / Warner Music Japan)[24]
- コント監修 - 岡田幸生
- 焼き鳥監修 - 中井ケータ
- 制作協力 - トータルメディアコミュニケーション
- 製作著作 - 日本テレビ

## 受賞
- 第108回ザテレビジョンドラマアカデミー賞
  - 助演女優賞（有村架純）[25]
- 東京ドラマアウォード2021
  - 長編ドラマ部門・優秀賞[26]
- 日本民間放送連盟賞2021年度
  - ドラマ部門・優秀賞[27]

## 放送日程
| 放送回                                                                      | 放送日  | サブタイトル     | EPG欄                                                 | 演出     | 視聴率 |
| --------------------------------------------------------------------------- | ------- | ---------------- | ----------------------------------------------------- | -------- | ------ |
| EPISODE#01                                                                  | 4月17日 | 水のトラブル     | これは、全ての世代の「アナタ」へ届ける群像劇          | 猪股隆一 | 8.9%   |
| EPISODE#02                                                                  | 4月24日 | 屋上             | 一緒に笑って一緒に泣ける、『あの頃』感じる群像劇      | 猪股隆一 | 8.6%   |
| EPISODE#03                                                                  | 5月01日 | 奇跡の水         | 孤独な夜に救いとなるのは                              | 金井紘   | 7.5%   |
| EPISODE#04                                                                  | 5月08日 | 捨て猫           | 離れていた親子。 いつの間にか涙が零れる夜がある。     | 金井紘   | 7.1%   |
| EPISODE#05                                                                  | 5月15日 | カラオケボックス | 運命の1日。 出さねばならない「答え」がある。          | 猪股隆一 | 7.1%   |
| EPISODE#06                                                                  | 5月22日 | 金の斧銀の斧     | 別れを決めたその先に。 待っていたものは…!?            | 金井紘   | 6.5%   |
| EPISODE#07                                                                  | 5月29日 | 無人島           | 「何か」が始まる時。 「何か」とさよならする時。       | 猪股隆一 | 6.8%   |
| EPISODE#08                                                                  | 6月05日 | ファミレス       | その頑張りを見ている人は、必ずいる。                  | 瀬野尾一 | 8.4%   |
| EPISODE#09                                                                  | 6月12日 | 結婚の挨拶       | 終わりの直前。 アイツに伝えなきゃいけないことがある。 | 金井紘   | 7.4%   |
| EPISODE#10                                                                  | 6月19日 | 引っ越し         | ただひとめ、共に見届けてほしい最終回。                | 猪股隆一 | 7.6%   |
| 平均視聴率 7.6%（視聴率はビデオリサーチ調べ、関東地区・世帯・リアルタイム） |         |                  |                                                       |          |        |

## 関連商品

### 映像商品
『コントが始まる DVD-BOX』
『コントが始まる Blu-ray BOX』
販売元：バップ、発売：2021年11月17日

## スピンオフドラマ
『マクベスの23時 〜皆様の質問に本当に答えます〜』（マクベスの23じ みなさまのしつもんにほんとうにこたえます）のタイトルで、動画配信サービス「Hulu」にて本編終了後に配信される。菅田、神木、仲野がドラマ内の登場人物である春斗、瞬太、潤平として視聴者からSNSで寄せられた質問に回答しつつ、台本なし、筋書きなしのフリートークを展開する。

### キャスト（スピンオフドラマ）
- 高岩春斗 - 菅田将暉
- 朝吹瞬太 - 神木隆之介
- 美濃輪潤平 - 仲野太賀
- 中浜里穂子 - 有村架純（第6夜 スペシャルゲスト）[34]

### スタッフ（スピンオフドラマ）
- 演出 - 瀬野尾一
- プロデュース - 福井雄太、松山雅則

### 配信日程（スピンオフドラマ）
| 各話  | 配信日  | 備考                 |
| ----- | ------- | -------------------- |
| 第1夜 | 4月17日 | 本編第1話放送後配信  |
| 第2夜 | 5月01日 | 本編第3話放送後配信  |
| 第3夜 | 5月15日 | 本編第5話放送後配信  |
| 第4夜 | 5月29日 | 本編第7話放送後配信  |
| 第5夜 | 6月12日 | 本編第9話放送後配信  |
| 第6夜 | 6月19日 | 本編最終話放送後配信 |